# Paracrites
Paracrites is een geslacht van rechtvleugeligen uit de familie Tristiridae. De wetenschappelijke naam van dit geslacht is voor het eerst geldig gepubliceerd in 1942 door Rehn.

## Soorten
Het geslacht Paracrites  is monotypisch en omvat slechts de volgende soort:
- Paracrites pichis (Rehn, 1942)